# MasterChef (Francia)
MasterChef Francia es un programa de televisión gastronómico francés que busca al mejor cocinero amateur del país. El formato está basado en un espacio de televisión británico de cocina con el mismo título y emitido por BBC desde 1990. La producción del programa corre a cargo de TF1 en colaboración con Shine France. El programa actualmente es conducido por Sandrine Quétier, por otro lado están los jueces actuales Yannick Delpech, Christian Etchebest y Gilles Goujon.
La primera temporada se estrenó el 19 de agosto de 2010, siendo la ganadora Anne Alassane.

## Formato
El programa lleva un formato que consta de pruebas fijas en las que ocurren varios sucesos para tener como resultado una eliminación cada programa.
- Preliminares: De todos los cocineros aficionados que audicionaron en todo el país, cientos son elegidos para cocinar su plato base a los tres jueces. Cada juez prueba el platillo y da su opinión antes de votar "sí" o un "no". Al recibir dos votos "sí" ganan automáticamente un delantal blanco MasterChef.
- La boîte mystère: Los concursantes recibirán un número de ingredientes con los que deben a hacer un platillo a su gusto. Los concursantes utilizan cualquier cantidad de los ingredientes que desee, y tienen la libertad de omitir los ingredientes que deseen. Una vez que los platos son terminados, los jueces eligen los tres platillos de mejor calidad y uno de ellos debe elegir los ingredientes en la prueba de eliminación.
- L'ingrédient imposé: El jurado tendrá que decir qué plato va a ser elaborado por los aspirantes.
- Le test visuel ou de goût: Los candidatos se enfrentan a un plato de comida. Ellos deben reconocer el máximo de ingredientes que componen el plato, sabiendo que en el primer error, la prueba se detiene.
- L'épreuve en extérieur: Esta prueba se realiza fuera de las cocinas de MasterChef los concursantes se dividen en dos equipos, amarillo y rojo, que consisten en números iguales y se les da una tarea. Los capitanes deberán elegir la receta que van a cocinar y a los concursantes que lo ayuden. Después de completar con todos los platillos, la gente elige que comida fue mejor y el equipo perdedor se tendrá que enfrentar a la siguiente prueba.
- L'épreuve sous pression: El equipo ganador observará a sus compañeros que han perdido. El equipo perdedor deberá cocinar la receta indicada por el jurado. El jurado «deliberará» y el dueño/a del «peor» plato abandonará el programa definitivamente.

## Presentador
- Sandrine Quétier, actual presentadora que conduce la quinta temporada.
- Carole Rousseau, antigua presentadora que condujo desde la primera temporada hasta la tercera temporada.
- Hervé Lacroix, fue una voz en spin off que condujo la cuarta temporada.

## Jurado

### Jurado Actual
- Gilles Goujon, participa en la quinta temporada.
- Christian Etchebest, participa en la quinta temporada.
- Yannick Delpech, participa en la quinta temporada.

### Jurado Anterior
- Sébastien Demorand, participó desde la primera temporada hasta la cuarta temporada.
- Frédéric Anton, participó desde la primera temporada hasta la cuarta temporada.
- Yves Camdeborde, participó desde la primera temporada hasta la cuarta temporada.
- Amandine Chaignot, participó en la cuarta temporada.

## Temporadas
| Temporada | Temporada         | Emisión                                          | Participantes | Episodios    | Canal de TV  | Ganador(a)          |
| --------- | ----------------- | ------------------------------------------------ | ------------- | ------------ | ------------ | ------------------- |
| 1         | Primera temporada | 19 de agosto de 2010 4 de noviembre de 2010      | 20            | 12           | TF1          | Anne Alassane       |
| 2         | Segunda temporada | 18 de agosto de 2011 3 de noviembre de 2011      | 21            | 12           | TF1          | Élisabeth Biscarrat |
| 3         | Tercera temporada | 23 de agosto de 2012 8 de noviembre de 2012      | 19            | 12           | TF1          | Ludovic Dumont      |
| 4         | Cuarta temporada  | 20 de septiembre de 2013 20 de diciembre de 2013 | 18            | 12           | TF1          | Marc Boissieux      |
| 5         | Quinta temporada  | 2015                                             | Próximamente  | Próximamente | Próximamente | Próximamente        |

### Primera temporada
La primera temporada de MasterChef Francia fue transmitida por TF1 y estrenada 19 de agosto de 2010 y finalizó el 4 de noviembre de 2010, contó con 20 participantes y 12 episodios, siendo la ganadora Anne Alassane, el segundo lugar Marine Crousnillon y el tercer lugar Romain Tosolini. El promedio general de espectadores fue de 1.580.000.

### Segunda temporada
La segunda temporada de MasterChef Francia fue transmitida por TF1 y estrenada 18 de agosto de 2011 y finalizó el 3 de noviembre de 2011, contó con 21 participantes y 12 episodios, siendo la ganadora Élisabeth Biscarrat, el segundo lugar Xavier y el tercer lugar Nathalie. El promedio general de espectadores fue de 2.001.666.

### Tercera temporada
La tercera temporada de MasterChef Francia fue transmitida por TF1 y estrenada 23 de agosto de 2012 y finalizó el 8 de noviembre de 2012, contó con 19 participantes y 12 episodios, siendo el ganador Ludovic Dumont, el segundo lugar Pierre y el tercer lugar Simon. El promedio general de espectadores fue de 1.810.000.

### Cuarta temporada
La cuarta temporada de MasterChef Francia fue transmitida por TF1 y estrenada 20 de septiembre de 2013 y finalizó el 20 de diciembre de 2013, contó con 18 participantes y 12 episodios, siendo el ganador Marc Boissieux, el segundo lugar Marie-Hélène y el tercer lugar Frédéric. El promedio general de espectadores fue de 1.810.000.

### Quinta temporada
La quinta temporada de MasterChef Francia fue estrenada en 2015.

## Audiencias
| Temporada         | Año  | Espectadores |
| ----------------- | ---- | ------------ |
| Primera Temporada | 2010 | 1.580.000    |
| Segunda Temporada | 2011 | 2.001.666    |
| Tercera Temporada | 2012 | 1.810.000    |
| Cuarta Temporada  | 2013 | 1.577.500    |